# 赫雷茲利亞河
赫雷茲利亞河（烏克蘭語：Грезля），是烏克蘭的河流，位於該國北部，屬於烏日河的支流，流經日托米爾州和基輔州，發源自科爾奇夫卡，河道全長33公里，流域面積612平方公里。